# جيف بالمر
جيف بالمر (بالإنجليزية: Geoff Palmer)‏ (11 يوليو 1954 المملكة المتحدة - ) هو لاعب كرة قدم بريطاني يلعب كمدافع.